# Ngāti Whātua

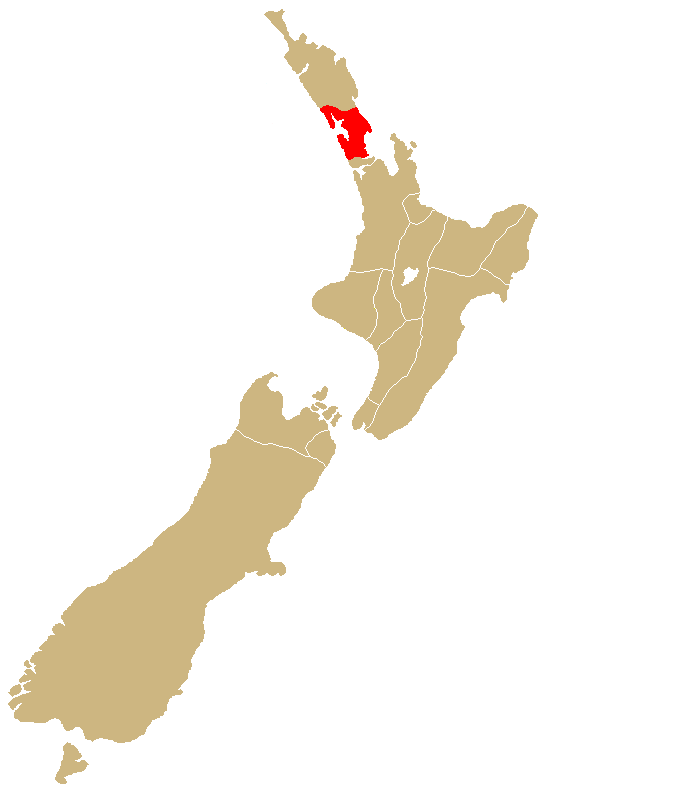
Stammesgebiet der Ngāti Whātua

Die Ngāti Whātua sind ein zum Waka Māhuhu-ki-te-rangi gehöriger Stamm (Iwi) der Māori in Neuseeland. Er besteht aus vier Hapū (Unterstämmen): Te Uri-o-Hau, Te Roroa, Te Taoū und Ngāti Whātua-o-Ōrākei.
Zur Zeit der europäischen Besiedlung Neuseelands lag das Stammesgebiet um den Kaipara Harbour und erstreckte sich südlich bis Tamaki Makaurau am Ort des heutigen Auckland einschließlich des heutigen Waitakere City FC. Der Stamm war in früheren Jahrhunderten von der Northland Peninsula hierher migriert.
Rivalitäten mit den Ngāpuhi eskalierten im frühen 19. Jahrhundert, als die Ngapuhi Musketen erhielten. Die Ngapuhi griffen die Ngāti Whātua 1807 oder 1808 in der Schlacht von Moremonui an. Dies war möglicherweise der erste Einsatz von Feuerwaffen in den Stammeskriegen der Māori. Die Ngāti Whātua überrannten jedoch die Ngapuhi, während diese ihre Musketen nachluden, und erzielten einen entscheidenden Sieg. Die Ngapuhi nahmen 1825 unter Führung von Hongi Hika Rache und besiegten die Ngāti Whātua in der Schlacht von Te Ika a Ranganui.
Der Stamm wünschte europäische Siedler in sein Gebiet anzuziehen und bot Gouverneur William Hobson daher 1840 Land bei Tamaki Makaurau an. Hobson nahm das Angebot an und verlegte die Hauptstadt der Kolonie hierher und nannte sie „Auckland“.
Die Ngāti Whātua wurden in Neuseeland in den 1970er Jahren wegen eines Disputes um Land bei Bastion Point in der Nähe der Auckländer Vorstadt Orakei bekannt. Das 1886 für Verteidigungszwecke von den Māori enteignete Gebiet sollte nach dem Ende der militärischen Nutzung von der Regierung nicht an die rechtmäßigen Eigentümer zurückgegeben, sondern gewinnbringend an Immobilienfirmen verkauft werden. Nach einer langen friedlichen Besetzung des Landes wurde diese von Polizei und Armee gewaltsam beendet, später musste das Land aber weitgehend an den Stamm zurückgegeben werden.